# Sainte-Cécile, Saône-et-Loire
Sainte-Cécile är en kommun i departementet Saône-et-Loire i regionen Bourgogne-Franche-Comté i östra Frankrike. Kommunen ligger i kantonen Cluny som tillhör arrondissementet Mâcon. År 2022 hade Sainte-Cécile 282 invånare.

## Befolkningsutveckling
Antalet invånare i kommunen Sainte-Cécile
| Referens: INSEE |